# Agelaia pallipes
Agelaia pallipes (лат.) — вид общественных бумажных ос рода Agelaia семейства Vespidae,
обитающая в Латинской Америке от Коста-Рики до Аргентины, Бразилии и Парагвая. A. pallipes гнездится на земле и является одной из самых агрессивных ос в Южной Америке. Этот вид является хищником других насекомых, включая мух, бабочек и земляных сверчков, а также птенцов.

## Описание
Осы среднего размера (около 1 см). Окраска изменчива: метасома полностью чёрная (подвид cuzcoensis (Schrottky) из бассейна Верхней Амазонки) или тергиты I—II коричневые, иногда с жёлтой полосой на тергах II—III (номинативный подвид pallipes (Olivier)). Глаза практически голые с несколькими очень короткими волосками; тегула закруглена спереди. Дорсальный пронотальный киль менее приподнят, не образует отчётливого плеча по бокам..
Их гнёзда состоят из вертикальных и горизонтальных сот, образующих единый ряд концентрических полусфер. Гнёзда в наземных полостях имеют максимальный диаметр 50 см с максимальным количеством 16 500 особей.

## Распространение и экология
Неотропика. A. pallipes обитает в центральных и северных регионах Южной Америки и обычно ограничивается высокогорными горными лесами и открытыми полями на высоте более 3 000 м. Оса предпочитает регионы с более умеренным климатом, так как в предпочитаемых ею регионах температура колеблется в пределах 4 °C—12 °C. A. pallipes строит гнёзда в лесах и на открытых полях, однако замечено, что этот вид гнездится на земле и часто перемещает колонии. Эти осы не строят оболочек для своих гнёзд и предпочитают укрываться в дуплах стволов деревьев. Помимо стволов деревьев, A. pallipes строит свои гнёзда в туннелях броненосцев, полых брёвнах и искусственных сооружениях. В умеренном климате A. pallipes является одним из наиболее распространённых видов наряду со своим близким родственником A. vicina.

## Поведение
Как видно на примере диморфизма между королевами и рабочими, касты можно определить как по поведению, так и по морфологии. Как часть трибы Epiponini, A. pallipes характеризуется неотропическим ареалом, полигинной структурой колоний и относительной многочисленностью. Основная задача королев — размножение, в то время как рабочие занимаются добычей пищи, уходом за личинками и защитой гнезда. Как и положено при таком типе иерархии, должен существовать механизм, различающий способность самок к размножению в социальной среде. Недавно этот репродуктивный контроль или подавление были приписаны доимагинальному определению касты через механизм оплодотворения. Отсутствие промежуточных самок (рабочих с развитыми яичниками) предполагает жёсткий контроль над размножением. Существует гипотеза, что только с появлением осеменения самка сможет развить свои яичники в достаточной степени, чтобы стать яйцекладущей. Наблюдения показали, что взаимодействия между королевами A. pallipes неагрессивны, поэтому подразумевается, что рабочие особи наиболее важны в выборе королевы.
Как и у других роевых видов, было замечено, что для общения на макроуровне особи оставляют феромонный след, по которому могут следовать другие члены гнезда. При перемещении в рое брюшные стерниты трутся о предметы, оставляя такой след.

## Питание и фуражировка
Agelaia pallipes обычно питается другими насекомыми (мухами, бабочками), однако недавно было обнаружено, что A. pallipes также питается на трупах свиней (Sus scrofa). Хотя предпочтительным является сбор биологических жидкостей, осы также садятся на трупы, чтобы доставить часть их личинкам; кроме того, в недавних исследованиях было зафиксировано, что они прогрызают ткани полостей, чтобы найти жидкость. Было замечено, что A. pallipes питается трупами в основном на свежей стадии (98 % случаев), что с точки зрания судебной энтомологии может иметь большое криминалистическое значение при определении посмертного интервала.
У A. pallipes наблюдалось социальное содействие при наборе пищевых ресурсов. Подобное поведение наблюдается и у других падальных птиц, таких как вороны, где объединение независимых поисковых усилий является наиболее эффективным способом обнаружения источников пищи и последующей защиты их от других организмов. Такое поведение может очень быстро превратиться в эволюционно устойчивую стратегию вида.

## Значение для человека
Социальные осы используют яд для защиты гнезда от посторонних и хищников и во многих случаях вызывают тяжёлые поражения основных органов в теле человека и других организмов. Из-за агрессивности A. pallipes и большого количества случаев столкновения человека с осами, характеристика их яда стала важным вопросом для учёных. Недавние исследования позволили охарактеризовать два новых пептида в яде социальной осы: Протонектин и Agelaia-MP. Первый яд, протонектин, оказался тем же ядом, что и яд родственной неотропической социальной осы, Protonectarina sylveirae. При совместном использовании два пептидных токсина были протестированы и показали мощную способность негативно влиять на гемолитическую активность, массовую грануляцию клеток и хемотаксис у крупных позвоночных. Ингибирование этих видов деятельности может привести к анафилактическому шоку, почечной недостаточности и мионекрозу у человека. Безусловно, характеристика и идентификация этих новых токсинов A. pallipes позволит учёным прояснить механизм энвеномизации, что приведёт к будущим фармакологическим открытиям.